# Moulin du Ri d'Asse
De Moulin du Ri d'Asse (ook: Moulin Lehan of Le Moulin) is een watermolen op de Ruisseau d'Asse, gelegen in de tot de Belgische gemeente Dalhem behorende gemeente Mortroux, gelegen aan de Rue du Ri d'Asse 40.
Deze bovenslagmolen fungeerde als korenmolen.
De molen is onderdeel van een boerderij die al in de 17e eeuw werd vernoemd. De huidige molen werd in de 19e eeuw gebouwd. De molen stopte het bedrijf in 1965. Later werd het binnenwerk gesloopt en werden de molengebouwen tot gastenverblijf omgebouwd. Ook het rad werd verwijderd. In 2003 werd een vispassage aangelegd.